# Mönchsberg (Jena)
Der Mönchsberg ist ein Berg in der Umgebung von Jena, südlich von Winzerla und nordwestlich von Göschwitz. Über Wanderwege ist er von beiden Ortsteilen erreichbar.
Es besteht von hier aus die Möglichkeit, auf Wanderwegen das Leutratal oder die Ammerbacher Platte, beides bekannte Ziele für Wanderungen in Jenas Umgebung, zu erreichen. Als dritthöchste Erhebung der Jenaer Scholle beträgt seine Höhe nach Angaben der Thüringer Landesanstalt für Umwelt und Geologie 399 m.
Von diesem Berg aus, der über den Winzerlaer Trießnitzweg auch mit Kraftfahrzeugen erreicht werden kann, bieten sich lohnende Ausblicke in die südlichen Jenaer Stadtteile Göschwitz, Lobeda und Maua.
Von 1886 bis 1967 wurde auf dem Mönchsberg Kalkstein abgebaut, welcher zur Zement-Produktion über eine Seilbahn am Osthang des Berges in das Zementwerk Jena-Göschwitz transportiert wurde.
Mit der Stilllegung des Zementwerkes wurde der Abbau des Kalksteins eingestellt.
Danach diente das Gelände als Schießanlage für die Gesellschaft für Sport und Technik (GST).
In den 1990er Jahren wurde das Gelände kurzzeitig als „Autofriedhof“ genutzt.
Im Wesentlichen besteht der Berg aus einer etwa 500 m × 400 m großen Hochfläche, die im Süden vom Abhang in Richtung Göschwitz und im Norden durch die etwa 30 m hohe Wand des ehemaligen Steinbruchs begrenzt wird.
Prägend ist eine steppenartige Vegetation: Kleinere Bäume wachsen auf einer von Geröll und kleineren Steinen, meist mit niedrigem Gras bewachsenen Fläche.
Vor mehreren Jahren wurden von Schülern der Freien Waldorfschule Jena aus dem Ortsteil Göschwitz unterhalb des Mönchsberges interessante Figuren, Labyrinthe und Schriftzüge aus Steinen gebildet.

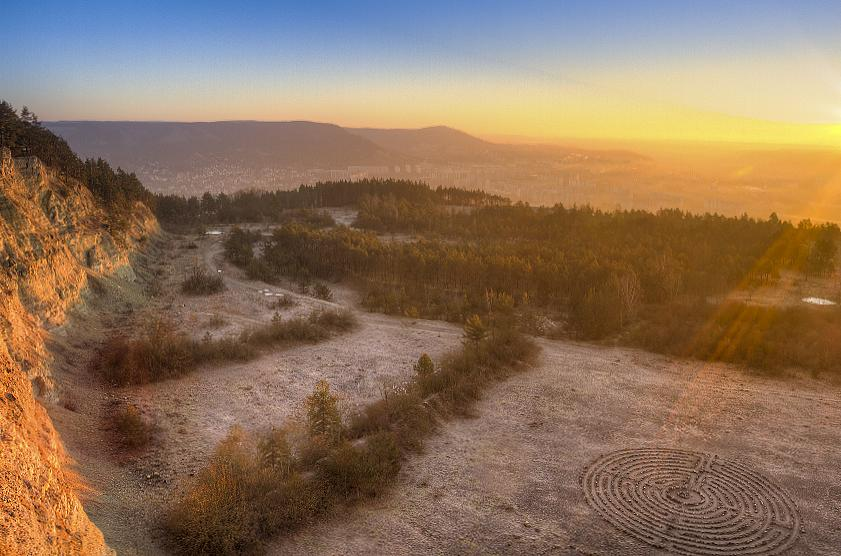
Sonnenaufgang vom Mönchsberg
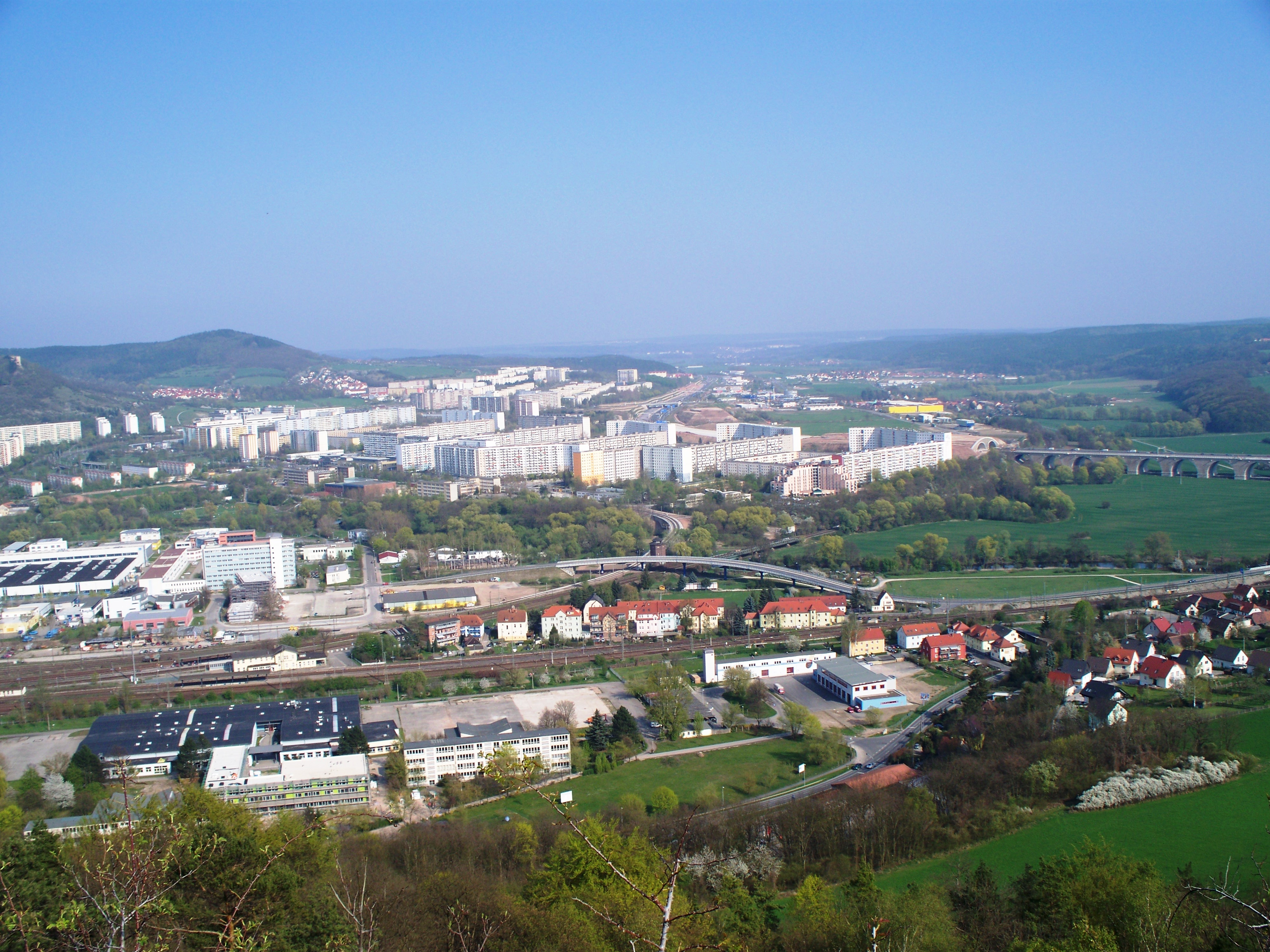
Blick auf Lobeda vom Mönchsberg bei Winzerla; im Vordergrund Gewerbegebiet Göschwitz
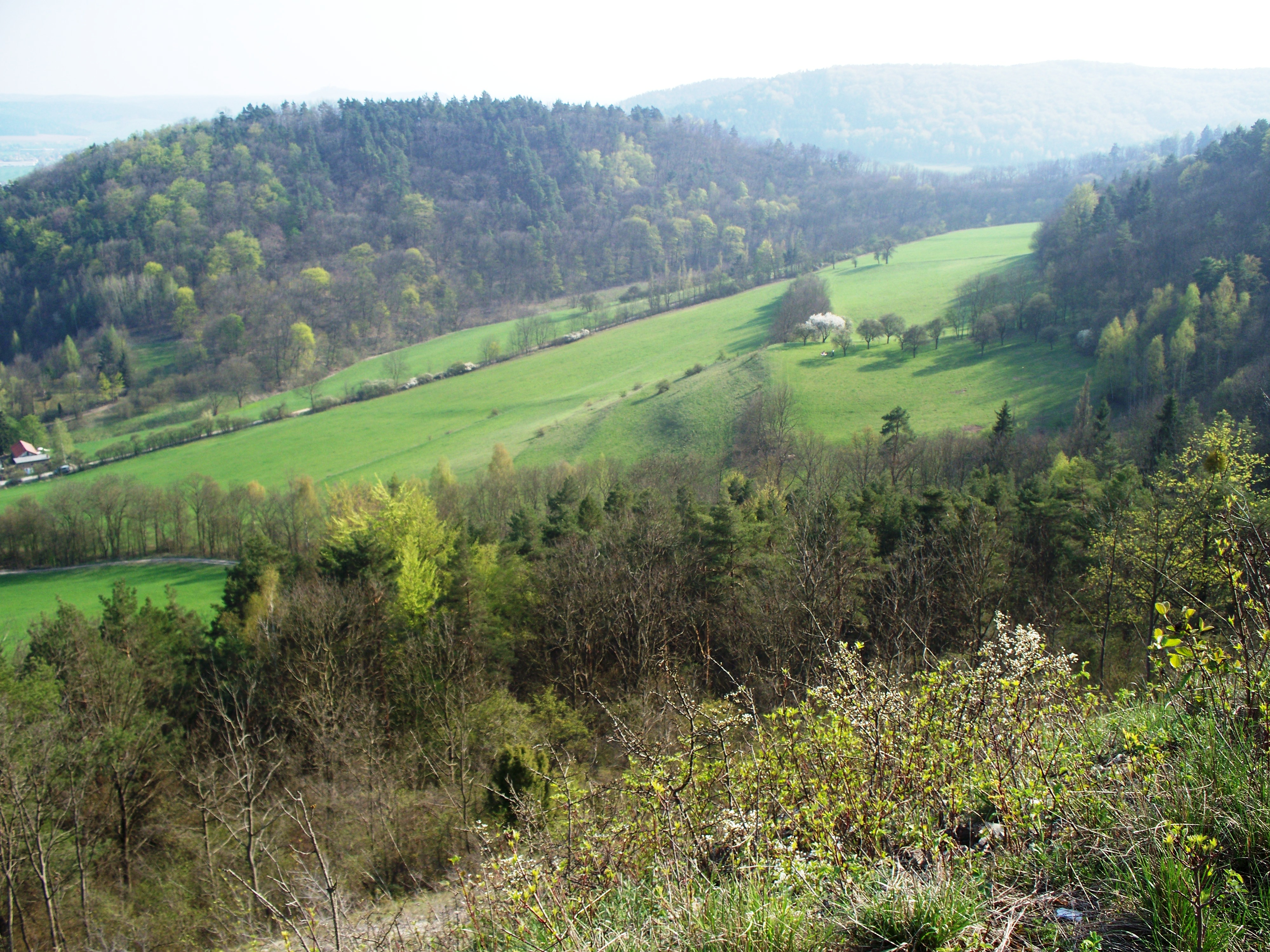
Auf dem Mönchsberg
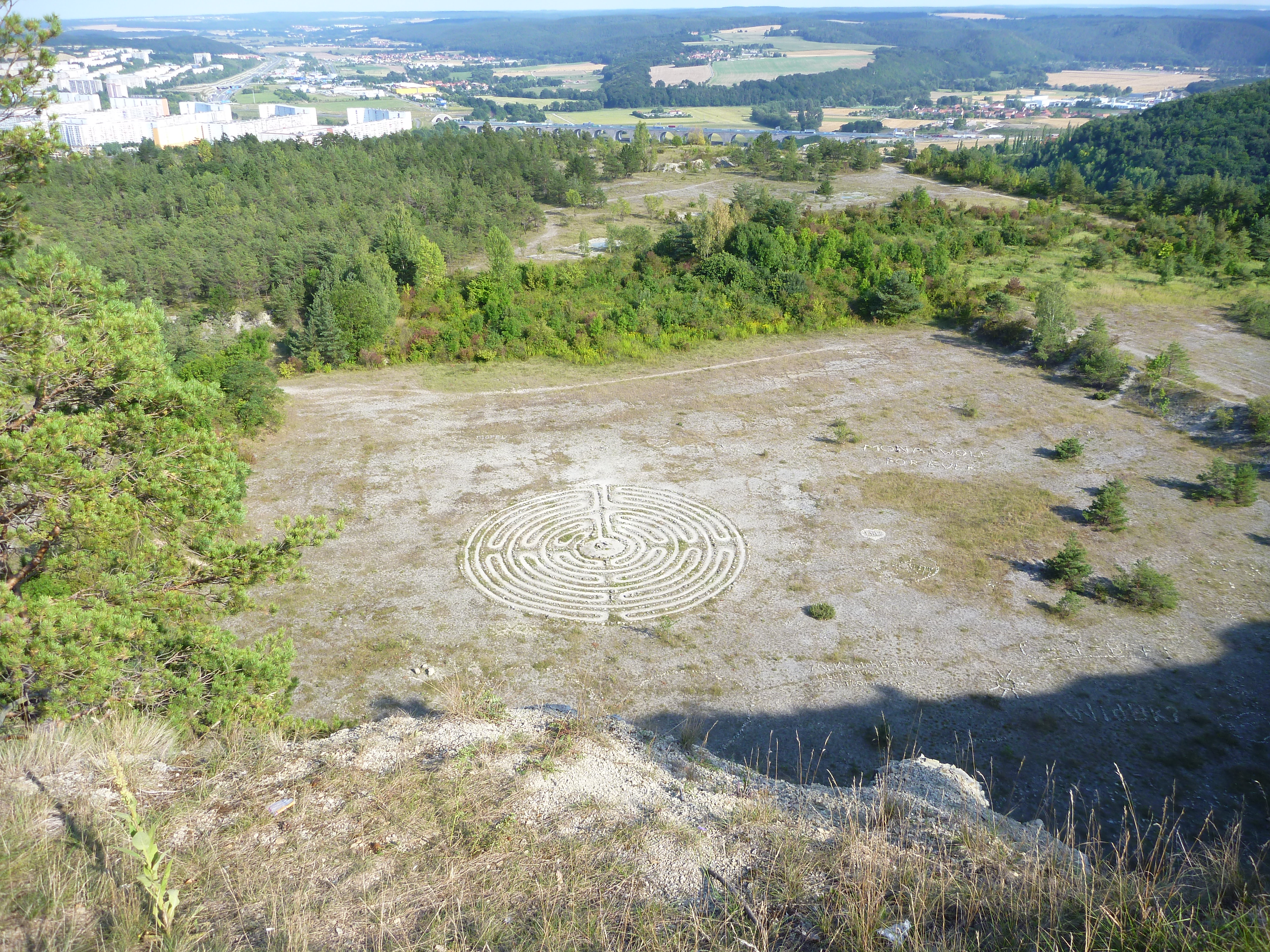
Steinlabyrinth auf dem Mönchsberg
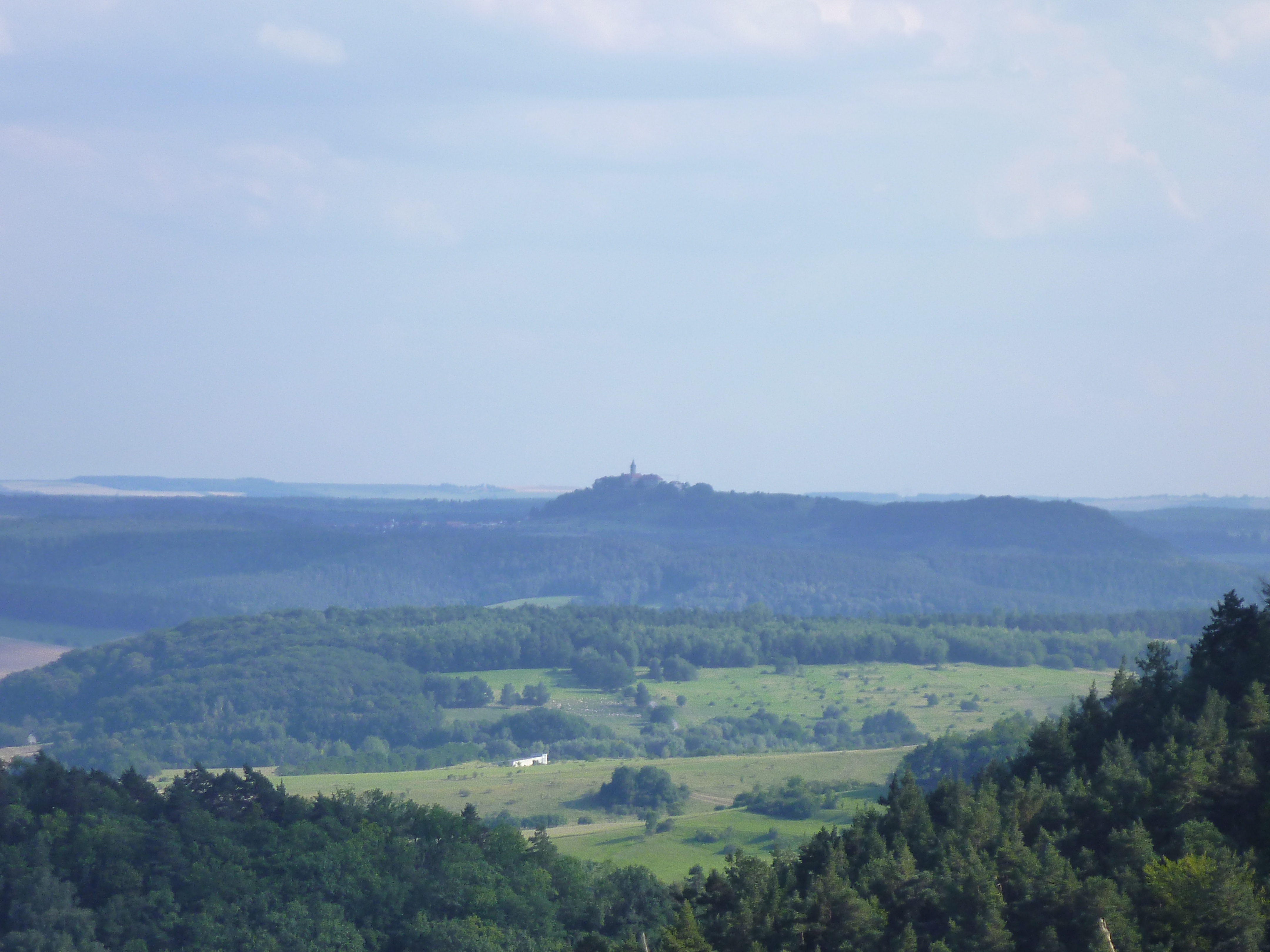
Blick auf die Leuchtenburg vom Mönchsberg